# Mini-mill
Il mini-mill è uno stabilimento siderurgico di recente introduzione che utilizza la tecnologia della fornace ad arco elettrico e rottami ferrosi come materia prima per la produzione in colata continua di acciaio.
Ha il vantaggio rispetto ad un impianto standard con altoforno di essere molto più flessibile in particolar modo in periodi di sovrapproduzione o crisi del mercato.
I principali produttori ed installatori a livello mondiale sono Danieli, Primetals, SMS Group e Techint.
Le attuali mini-mills (dall'italiano mini-acciaierie) sono la continuazione, perfezionata, delle piccole aziende siderurgiche che, utilizzando il sistema di fusione al forno elettrico inventato dall'ingegner Ernesto Stassano, producono acciaio utilizzando solo rottami ferrosi ed energia elettrica. Viceversa il sistema detto "ciclo integrale" utilizza minerale di ferro, coke,  fusione in altoforno e convertitore. Il sistema "Martin Siemens" utilizza ghisa in pani proveniente dal "ciclo integrale" e quantitativi variabili di rottami, fusi in un forno specifico detto appunto "forno Martin".
Il metodo dell'ing. Stassano, iniziato negli ultimi anni del 1800 in uno stabilimento di Darfo in Vallecamonica (Italia), venne perfezionato successivamente in aziende della stessa valle, favorite dall'abbondanza di corsi d'acqua che incoraggiavano l'installazione di centraline elettriche di autoproduzione d'energia. Ebbe un notevole sviluppo durante gli anni 1936/1945 a causa delle difficoltà dell'industria siderurgica italiana nell'approvvigionamento di materie prime. Nei suddetti anni venne incentivata la raccolta dei rottami di ferro ed il loro riutilizzo. Si segnalarono, oltre alle aziende della Vallecamonica, la società "San Eustacchio" già "Franchi&Gregorini", di Brescia e la "Metallurgica Bresciana" già "Tempini" sempre di Brescia, che produssero acciai speciali elaborati al forno elettrico, partendo da rottami ferrosi di varia provenienza.
Al termine del secondo conflitto mondiale, l'abbondanza di materiali ferrosi di recupero ferroviario, spinse vari piccoli imprenditori bresciani al loro riutilizzo mediante laminazione di rotaie in tondino per cemento armato.
Per far fronte alle oscillazioni di mercato delle rotaie, nel 1956 sette di questi piccoli imprenditori fondarono una società consortile, denominata SiderAl, deputata alla fabbricazione di piccoli lingotti destinati ai loro laminatoi.
Questa piccola acciaieria ironicamente chiamata "miniacciaieria" dai grossi produttori siderurgici, partita con un forno elettrico TIBB da 30 ton. e  attrezzature usate acquistate d'occasione, venne ampliata in tempi brevi e oltre che importante produttrice di acciaio fu azienda di riferimento del settore per il continuo aggiornamento tecnologico e impiantistico sviluppato. Ad essa fecero riferimento i successivi impianti a ciclo rottame-forno elettrico sorti nel mondo.